# Pedri
Pedro González López (Bajamar, Illes Canàries, 25 de novembre de 2002), conegut com a Pedri, és un futbolista canari que juga com a migcampista al Futbol Club Barcelona i és internacional amb la selecció espanyola. Conegut per la seva intel·ligència, creativitat, resistència i ritme de treball, sovint se'l considera un dels millors jugadors joves del món.

## Carrera de club

### Las Palmas
Va néixer a Tegueste, Tenerife, Illes Canàries, i va fitxar pels juvenils de la UD Las Palmas el 2018 provinent del CF Juventud Laguna. El 15 de juliol de 2019, amb només 16 anys, va signar un contracte de professional per quatre anys amb el club, i Pepe Mel el va pujar al primer equip.
Pedri va debutar com a professional el 18 d'agost de 2019, amb només 16 anys, jugant de titular en una derrota per 0–1 a casa contra l'Osca a Segona Divisió. Va marcar el seu primer gol com a professional el 19 de setembre, fent l'únic gol en la victòria contra l'Sporting de Gijón i es va convertir en el golejador més jove de la història de Las Palmas amb 16 anys, 9 mesos i 23 dies.

### FC Barcelona
El 2 de setembre de 2019, el Futbol Club Barcelona va acordar amb Las Palmas el fitxatge de Pedri, que es faria efectiu l'1 de juliol de 2020, per 5 milions d'euros. El jugador va signar un contracte per dos anys. El 20 d'agost de 2020 va signar el contracte i fou presentat amb el Barça. Assignat al primer equip per la temporada 2020–21 i amb el dorsal 16, Pedri va debutar amb el Barça i a La Liga el 27 de setembre, substituint, Philippe Coutinho en una victòria per 4–0 a casa contra el Vila-real CF. Fou titular per primer cop el 17 d'octubre, en una derrota per 1-0 a fora contra el Getafe CF. Va marcar el primer gol amb el club el 20 d'octubre en una victòria per 5–1 contra el Ferencvárosi TC al primer partit de la fase de grups de la Lliga de Campions de la UEFA, després que hagués entrat al minut 61 en substitució d'Ansu Fati. El 7 de novembre, en una victòria a casa per 5–2 contra el Reial Betis, va marcar el seu primer gol a la lliga, després d'una assistència de Sergi Roberto.

#### 2021–22: Títol de Copa del Rei i lesió
El 6 de gener de 2021, va marcar de cap contra l'Athletic Club i va fer una assistència pel segon gol, en una victòria per 3–2 a San Mamés. El 17 d'abril, Pedri va guanyar el primer trofeu de la seva carrera sènior quan el Barça va vèncer l'Athletic Club 4–0 a la final de Copa. El 8 de maig, a 18 anys i 164 dies, Pedri va disputar el seu partit número 50 entre totes les competicions amb el club, sortint com a titular en un empat 0–0 contra l'Atlètic de Madrid al Camp Nou, aconseguint ser el segon jugador més jove en fer-ho, rere Bojan Krkić, qui tenia 18 anys i 3 dies quan va jugar el seu 50è partit. A mitjans d'octubre de 2021 Pedri va signar nou contracte amb el Barça, amb una clàusula de rescissió rècord de mil milions d'euros.
Durant la temporada 2020-21, Pedri va jugar sense descans, i sumant l'Eurocopa 2020, on Espanya va arribar a les semifinals, i els Jocs Olímpics de Tòquio 2020, on es va endur la medalla de plata, el canari va acumular un total de 75 partits, cosa que va fer que Ronald Koeman li programés un descans de dues setmanes a partir de la tercera jornada de la lliga 2021-22.
El 22 de novembre de 2021, Pedri va guanyar el Premi Golden Boy atorgat per Tuttosport com a millor jugador sub-21 d'Europa. La setmana següent també va rebre el Trofeu Kopa 2021, de banda de France Football, com a millor jugador sub-21 del món.
El 13 de febrer de 2022, Pedri va marcar el gol més ràpid del segle XXI al Derbi Barceloní, als 75 segons, en un empat final a 2 contra l'RCD Espanyol. Més tard aquell mateix any, el 14 d'abril, Pedri es va lesionar als isquiotibials durant el partit de tornada dels quarts de final de l'Europa League del Barcelona contra l'Eintracht Frankfurt, en què van ser eliminats. Posteriorment, es va anunciar que Pedri podria perdre's la resta de la temporada.

#### 2023–25: Títol de Lliga, Copa, i ampliació de contracte

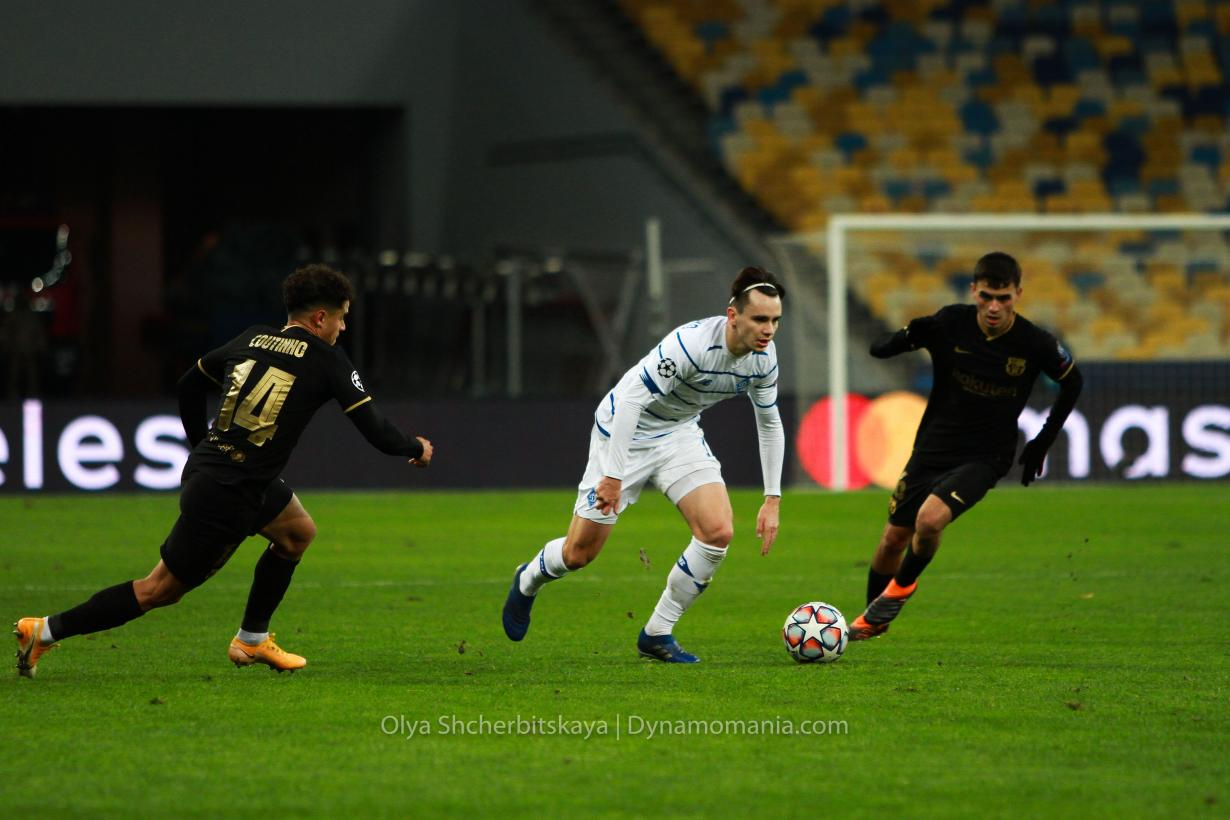
Pedri driblant amb la pilota

El 28 de gener de 2023, Pedri va jugar el seu 100è partit en totes les competicions en un partit de La Lliga contra el Girona FC. Va entrar al minut 26 per la lesió d'Ousmane Dembélé i va marcar l'únic gol del partit. Al final de la temporada 2022-23, va aconseguir el seu primer títol de Lliga amb el Barça sota la direcció de Xavi.
Amb l'arribada del nou entrenador Hansi Flick al Barça la temporada 2024-25, Pedri va millorar molt la seva forma física i va gaudir d'un inici de temporada fort i en gran part sense lesions.
El 21 de gener de 2025, va fer una assistència a Eric García per empatar el partit contra el SL Benfica a 4, amb el Barça guanyant finalment el partit per 5-4 i assegurant-se una posició entre els 8 primers a la fase de lliga de la Lliga de Campions. Més tard aquell mateix mes, el 30 de gener, va ampliar el seu contracte amb el club fins al 2030.
El 26 d'abril de 2025 va jugar com a titular en la final de la Copa del Rei 2024-25 que el Barça va guanyar al Madrid per 3-2, a l'Estadi de La Cartuja de Sevilla. Pedri va marcar el primer gol de la final després que Lamine Yamal regategés la defensa del Madrid i li fes una passada a la frontal, per marcar des de fora de l'àrea, enviant un xut a l'escaire superior esquerre que va superar Thibaut Courtois.

## Carrera internacional
El 15 de setembre de 2019 va debutar amb la selecció espanyola sub-17, marcant un gol que donar la victòria contra Qatar. A l'octubre va ser convocat per al Mundial sub-17 del Brasil.
El 21 d'agost va ser convocat per primera vegada amb la selecció espanyola sub-21 per a un partit davant Macedònia del Nord el 3 de setembre de 2020, actuant des de la banqueta en un partit classificatori per a l'europeu de 2021.
El març de 2021, Pedri fou convocat per primer cop per Luis Enrique amb la selecció espanyola absoluta, a la fase de grups de la classificació pel Mundial de futbol de 2022. Va debutar-hi el 25 de març de 2021 contra Grècia.

### Eurocopa 2020
El 24 de maig, Pedri fou inclòs a l'llista de Luis Enrique per l'Eurocopa 2020. El 14 de juny, va esdevenir el jugador més jove en haver mai representat Espanya en una fase final d'una Eurocopa, jugant com a titular en un empat 0–0 contra Suècia, a 18 anys, 6 mesos, i 18 dies, trencant el rècord anterior de Miguel Tendillo a l'Eurocopa 1980. El 28 de juny, Pedri va esdevenir el jugador més jove en disputar un partit de la fase d'eliminatòries en una Eurocopa, quan va jugar de titular als setzens de final contra Croàcia a l'edat de 18 anys i 215 dies; de tota manera, es va fer un gol en pròpia porta quan Unai Simón no va controlar una passada seva cap enrere. Espanya va guanyar el partit per 5–3 al temps afegit. Pedri va jugar tots els minuts (629) menys un dels partits d'Espanya, i va tenir un impacte rellevant en la progressió de l'equip fins a les semifinals, on van perdre per 2–4 als penals contra la selecció que seria finalment campiona, Itàlia després d'empatar-hi el partit 1–1; durant aquest darrer partit, va fer 65 passades bones de 66 intents. Durant la competició, Pedri va fer el nombre més gran de passades clau (31), i fou el que cobrí més distància en possessió (38.23 km), cobrint 76.1 km en total i assolint un percentatge de passades completades del 92.3%. Per aqueste actuacions fou votat millor jugador jove del torneig, i fou l'únic espanyol en ser inclòs a l'Equip del torneig de l'Eurocopa 2020.

### Jocs Olímpics 2020
El 29 de juny de 2021, Pedri fou convocat per la selecció espanyola sub-23 pels Jocs Olímpics de 2020. L'operació d'incloure Pedri en aquesta convocatòria va ser criticada des de Barcelona, quan l'entrenador Ronald Koeman va dir que convocar Pedri per als dos grans esdeveniments esporitus de l'estiu de 2020 era massa. El 22 de juliol de 2021, Pedri va jugar els 90 minuts en el primer partit d'Espanya als jocs, que acabà en 0–0 contra Egipte. El partit era el 66è de Pedri en la temporada 2020–21.

### Mundial 2022
Pedri va ser convocat per la selecció espanyola per a la Copa del Món de la FIFA 2022 a Qatar. Va ser titular en els quatre partits d'Espanya que va ser eliminada pel Marroc als vuitens de final en els penals.

### Eurocopa 2024
Pedri va ser convocat per la selecció espanyola de l'Eurocopa 2024 tot i que no havia figurat a l'equip nacional des de la Copa del Món per problemes de lesions prolongades. Va marcar els seus primers gols internacionals sènior en un amistós contra Irlanda del Nord el 8 de juny de 2024, contribuint amb un doblet a la victòria per 5-1. Pedri va ser titular en el partit inaugural d'Espanya contra Croàcia, on va assistir el segon gol a Fabián Ruiz en una victòria per 3-0; també va ser titular en el següent partit de la fase de grups de l'Eurocopa 2024, una victòria per 1-0 contra Itàlia, i la victòria per 4-1 contra Geòrgia. En l'enfrontament de quarts de final de l'Eurocopa 2024 contra Alemanya, Pedri va abandonar el camp al vuitè minut després de rebre una falta de Toni Kroos, que més tard es va diagnosticar com un estirament del lligament intern del genoll; Dani Olmo el va substituir en el partit i la resta del torneig, i Espanya es va coronar campiona.

## Palmarès

### Club

#### FC Barcelona
- 2 Copes del Rei: 2020–21,[56] 2024–25[32][33]
- 2 Supercopes d'Espanya: 2023,[57] 2025[58]
- 2 Lligues espanyoles: 2022-23,[59] 2024-25

### Internacional

#### Espanya
- 1 Eurocopa: 2024[60]

#### Espanya sub-23
- Medalla de plata en els Jocs Olímpics: 2020

### Individual
- XI Revelació de la Lliga de Campions de la UEFA: 2020[61]
- Jugador Jove del Campionat d'Europa de la UEFA: 2020[62]
- Equip del Torneig del Campionat d'Europa de la UEFA: 2020[63]
- Trofeu Aldo Rovira: 2020-21[64]
- Golden Boy: 2021[65]
- Trofeu Kopa: 2021[66]